# Martin 4-0-4
Martin 4-0-4 je bilo dvomotorno propelersko potniško letalo s presurizirano kabino. Zasnoval ga je ameriški Glenn L. Martin Company v poznih 1940ih. Prvi let je bil 21. oktobra 1950. Uporabljala ga je tudi Ameriška obalna straža in Ameriška mornarica pod oznako RM-1G (kasneje VC-3A).
Martin 4-0-4 je imel nizkonameščeno kantilever krilo, pristajalno podvozje tipa tricikel je bilo uvlačljivo.

## Specifications
Podatki iz Jane's All The World's Aircraft 1953–54
Splošne značilnosti
- Posadka: 3 ali 4
- Število sedežev: 40 potnikov
- Dolžina: 74 ft 7 in (22,73 m)
- Razpon kril: 93 ft 3 in (28,42 m)
- Višina: 28 ft 5 in (8,66 m)
- Površina kril: 864 sq ft (80,3 m2)
- Aeroprofil: GLM-W 16
- Teža praznega letala: 29.126 lb (13.211 kg)
- Maks. vzletna teža: 44.900 lb (20.366 kg)
- Pogon letala: 2 × Pratt & Whitney R-2800-CB16 18-valjni zračnohlajeni bencinski zvezdasti motor, 2.400 hp (1.800 kW)  vsak (vzletna moč), 1.800 hp (1.300 kW) (normalna moč)
- Propelerji: št. lopatic: 3 Hamilton Standard 2H17K3-48R, 13 ft 2 in (4,01 m) premer

Zmogljivost
- Maks. hitrost: 312 mph (502 km/h; 271 kn) na višini 14.500 ft (4.400 m)
- Potovalna hitrost: 280 mph (243 kn; 451 km/h) na višini 18.000 ft (5.500 m)
- Hitrost pri porušitvi vzgona: 81 mph (70 kn; 130 km/h) na nivoju morja
- Doseg: 1.080 mi (938 nmi; 1.738 km)
- Največji doseg: 2.600 mi (2.259 nmi; 4.184 km)
- Višina leta (servisna): 29.000 ft (8.839 m)
- Hitrost vzpenjanja: 1.905 ft/min (9,68 m/s)
- Vzletna razdalja do višine 50 ft (15 m): 1.980 ft (600 m)
- Pristajalna razdalja do višine 50 ft (15 m): 1.750 ft (530 m)